# سی‌اس‌اس دیوید
سی‌اس‌اس دیوید (به انگلیسی: CSS David) یک کشتی بود که طول آن ۵۰ فوت (۱۵ متر) بود. این کشتی در سال ۱۸۶۳ ساخته شد.